# Aurul nebunilor
Aurul nebunilor (engleză: Fool's Goldis) este un film de aventură romantic american din 2008 distribuit de Warner Bros. Pictures. Filmul prezintă peripețiile unui cuplu proaspăt-divorțat care-și refac viața romantică în timpul căutării unui comori pierdute sub apă. Pelicula este regizată de Andy Tennant și în rolurile principale apar cei doi actori din filmul Cum să scapi de un tip în 10 zile: Matthew McConaughey și  Kate Hudson.

## Prezentare
Benjamin "Finn" Finnegan (Matthew McConaughey) este un vânător de comori aflat în căutarea unui tezaur aflat pe galionul spaniol cunoscut sub numele Aurelia, galion care s-a pierdut pe mare în 1715 atunci când unsprezece nave spaniole au fost surprinse de un uragan. Soția sa, Tess (Kate Hudson), divorțează deoarece Finn își ocupa aproape tot timpul cu această căutare. Tess începe să lucreze ca servitoare pe un mare iaht numit  The Precious Gem al cărui proprietar este multimilionarul Nigel Honeycutt (Donald Sutherland). Finn găsește un indiciu privind locul comorii și reușește să ajungă pe iahtul lui Honeycutt și o convinge pe fiica acestuia, Gemma (Alexis Dziena) și pe Tess să i se alăture în căutările sale după comoară. Un gangster local pe nume Bigg Bunny (Kevin Hart) și mentorul lui Finn, Moe Fitch (Ray Winstone) intenționează să găsească primii comoara.

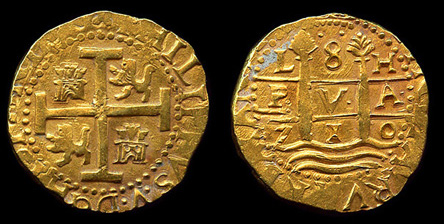
Monede din 1710 care au fost recuperate din epavele scufundate ale flotei spaniole din 1715

Iahtul The Precious Gem și nava lui Moe se iau la întrecere în ceea ce privește găsirea comorii în Bahamas. În timp ce Finn încearcă în secret să saboteze cercetările lui Moe, descoperă o sabie care este de fapt un indiciu pentru găsirea comorii. Finn și Tess, ghidați de acest indiciu, ajung la o biserică veche și descoperă un jurnal care descrie locul comorii. Bigg Bunny și acoliții săi îi urmăresc și îi iau prizonieri pe Finn și Tess. Bigg Bunny o forțează pe Tess să-l ajute în căutarea comorii într-un gheizer maritim, acesta fiind locul revelat în jurnal. Tess găsește comoara într-o peșteră aflată sub acest gheizer. Între timp, Finn și oamenii lui Honeycutt îl ajută pe Moe să recupereze comoara din mâinile lui Bigg Bunny. Ei se întâlnesc cu Bigg Bunny în timp ce acesta își trimite unul dintre asociați înapoi în apă pentru a afla cine a fost ucis în gheizer. Gheizerul ucide omul lui Bigg Bunny și îi prinde în capcană pe Tess și Finn. Finn o salvează pe Tess, dar când ies din apă Bigg Bunny o răpește cu hidroavionul pe Tess care este inconștientă. Gemma îl ajută pe Finn să-l urmărească pe Bigg Bunny dându-i jet ski-ul astfel încât Finn sare pe pontonul hidroavionului în timp ce acesta decolează. În timp ce Bigg Bunny încearcă să-l împuște pe Finn, Tess își revine și-i face vânt lui Bigg Bunny din avion, aruncându-l în ocean. Apoi omul lui Bigg Bunny este luat prizonier de Moe, după ce Moe fusese împușcat în picior cu un harpon.
Finn și Tess se împacă și găsesc comoara împreună. Se recăsătoresc și Tess apare ca fiind gravidă. În cele din urmă Finn, Tess, Nigel, Gemma, Moe și toți cei care au contribuit la găsirea comorii deschid un muzeu pentru a prezenta publicului toate descoperirile lor.

## Distribuție
- Matthew McConaughey ca Ben 'Finn' Finnegan
- Kate Hudson ca Tess Finnegan
- Donald Sutherland ca Nigel Honeycutt
- Alexis Dziena ca Gemma Honeycutt
- Ray Winstone ca Moe Fitch
- Kevin Hart ca BiggBunny Deenz
- Ewen Bremner ca Alfonz
- Brian Hooks este Curtis
- Malcolm-Jamal Warner este Cordell
- Michael Mulheren ca Eddie
- Adam LeFevre ca Gary
- Rohan Nichol ca Stefan
- David Roberts este Cyrus
- Roger Sciberras ca Andras

## Producție
Warner Bros. și regizorul Andy Tennant au plănuit ca filmările să aibă loc în Caraibe, dar în cele din urmă au ales Queensland, Australia datorită sezonului de uragane din Caraibe care probabil ar fi încetinit producția filmului. Scenele cu insula Key West au fost turnate la Port Douglas. Alte filmări au fost realizate în locuri cum ar fi: Brisbane, Coasta de Aur, Insula Hamilton, Parcul Lizard Island, Plaja Airlie și Golful Hervey. Alte scene au fost filmate pe Reciful Batt (Marea Barieră de Corali), unde Steve Irwin a murit din cauza înțepăturilor de la o pisică de mare în 2006 (coada cu țepi a acestui pește este foarte periculoasă).
Scenele de interior au fost filmate într-un studiou al companiei Warner Bros, iar actorii și echipa de producție au stat în apartamente și case de lux aflate pe Coasta de Aur. McConaughey a menționat că avea un piton în curtea casei sale din Port Douglas. McConaughey a declarat, "Au fost alte zile cum ar fi ziua în care am ieșit să facem scufundări și să înotăm alături de un dugong, lucru care a fost foarte cool."
Doi membri ai echipei de filmare au fost înțepați de către minusculele meduze Irukandji în timpul filmărilor, astfel încât unele dintre scenele pe apă au fost turnate în Caraibe, deoarece actorii erau foarte speriați.
Iahtul de lux The Precious Gem se numește Keri Lee în realitate. Acesta a fost proiectat de arhitectul de iahturi Ward Setzer de la Setzer Design Group și inițial se numea Status Quo. Este proprietate privată și este operat de Lee Group Charters.

### Procesul din 2011
În 2011, Warner Brothers Entertainment Inc. a fost dat în judecată de către romancierul canadian Lou Boudreau, în instanța canadiană, pe motivul încălcării drepturilor de autor de către Tennant și încă două persoane care au fost creatorii scenariului. Cei de la Warner Brothers nu au dat nicio declarație pe acestă temă.

## Primire

### Primire negativă
Filmul a primit din partea criticilor recenzii negative  într-o majoritate covârșitoare. În  La data de noiembrie 2011, site-ul Rotten Tomatoes afișa un scor de doar 11%  comentarii pozitive din partea criticilor, scor bazat pe 143 de opinii. Pe Metacritic filmul a avut un scor de 29 din 100, bazat pe 28 comentarii.
Câțiva critici au afirmat că filmul este la fel de slab ca National Treasure (Comoara națională) și Romancing the Stone (Idilă pentru o piatră prețioasă). Unii critici au caracterizat filmul ca fiind "plictisitor" și "apatic."
Peter Travers, de la revista Rolling Stone, a dat filmului 0 stele din 4 și a afirmat că apariția îngrozitoare a lui "Paris Hilton din The Hottie and the Nottie (O prietenie de pomină) este marginal mai bună." Travers a mai spus să "sfidez orice comedie din 2008 care este la fel de proastă, fără subiect și fără scene de sex" așa cum este Aurul nebunilor.
Lou Lumenick de la New York Post  a dat filmului o stea din patru și l-a caracterizat ca fiind  "extraordinar de șleampăt." Lumenick a afirmat "este practic o scuză pentru a scoate în evidență peisajul", inclusiv abdomenul lui McConaughey.
Carrie Rickey de la The Philadelphia Inquirer a dat filmului o stea și jumătate din patru stele și a precizat că "seamănă cu [filmul] Three Stooges (Cei trei nătărăi) jucat cu unelte de scufundat.", doar că "Cei trei nătărăi este mai luminat decât acesta." Rickey l-a caracterizat pe McConaughey ca "veșnic fără cămașă" iar pe Hudson ca "fără pic de umor."
Pete Vonder Haar de la Film Threat a dat filmului o stea și jumătate și a spus că "răufăcătorii din film sunt mai degrabă comici decât amenințători și niciunuia dintre cei implicați nu-i pasă că este implicat într-un fel sau altul în această încurcătură indiferentă." Vonder Haar precizează că McConaughey îl interpretează pe Finn "ca Dirk Pitt în Sahara' dar fără pregătirea SEAL și cu [doar] câteva milioane de celule ale creierului". De asemenea Harr se întreabă dacă "Does McConaughey a avut cumva vreun paragraf în contractul său prin care a fost obligat să umble cu bustul gol în 51% din [durata] filmului?"
Sid Smith de la Chicago Tribune a dat filmului două stele din patru și a afirmat că personajele  "sunt clișee din benzile desenate." Smith a spus că "filmul este previzibil " și "printre talentele irosite se numără Sutherland, afectat de un accent britanic sinistru, sau Ewen Bremner, față-din-topor."
Brian Lowry de la revista Variety a precizat că "Momeala cu Matthew McConaughey la bustul gol are, fără îndoială, o anumită valoare pe piață, dar în afară de acest lucru, Fool's Gold oferă mici compensații." Lowry scrie că filmul "pare a fi o versiune comică a [peliculei] Adâncurile (The Deep), doar că este lipsit de comedie." Lowry a mai afirmat că scenele tropicale sunt bine făcute dar nu este dezvoltată suficient relația dintre McConaughey și Hudson.
Carina Chocano de la Los Angeles Times a catalogat filmul ca fiind "siropos și plictisitor" și a spus că "se simte ca la un film cu James Bond la mâna a treia care are loc într-un decor dintr-un album al lui Jimmy Buffett." Chocano precizează că "Hudson reprezintă cea mai bună parte a filmului. Ea are o prezență simpatică marcată de o sincronizare comică și pătrunzătoare."
Nathan Rabin de la The A.V. Club a dat filmului calificativul "C+" și a afirmat că este genul de filme la care se uită oamenii pentru că acțiunea este rapidă și ușoară. Rabin a catalogat referințele repetate la capacitățile extraordinare sexuale ale lui Finn ca fiind "o mișcare fermecătoare, dar inutilă." Rabin a spus că filmul "ar fi fost binevenit dacă ar fi durat 20 de minute", considerându-l "extravagant de prost", enumerând punctele sale forte ca fiind "locurile fotogenice, vedetele obscen de frumoase, coloama sonoră ușoară și relaxantă și faptul că filmul nu are nicio intenție de a se lua în serios.
Lou Lumenick a afirmat că finalul filmului este "surprinzător de sângeros" și că Brian Lowry a spus că finalul este "puțin cam violent decât era necesar" și "un pic mai îndrăzneț decât tonalitatea [generală a filmului] ca și cum am ajuns într-un alt film."
Simon Braund de la revista Empire a dat filmului o stea din cinci și l-a catalogat ca fiind de o "prostie totală. Un scenariu ridicol și fără nicio îndoială plictisitor la care se adaugă interpretarea apatică a actorilor care în mod clar își doresc să fi fost în altă parte în ciuda locurilor somptuoase."
Filmul a avut o nominalizare la Zmeura de Aur pentru Kate Hudson la categoria cea mai proastă actriță (de asemenea și pentru My Best Friend's Girl).

### Încasări
Filmul a fost lansat la 8 februarie 2008 în Statele Unite și Canada având încasări de 21,5 milioane dolari în 3125 de cinematografe numai în week-end-ul premierei, situându-se pe locul 1 la box office. În septembrie 2008, filmul avea încasări de peste 110,5 milioane de dolari americani în toată lumea, din care 70.200.000 dolari în Statele Unite și Canada și 40.300.000 dolari în alte teritorii.

## Lansare pe discuri
Aurul nebunilor a fost lansat pe discuri DVD și Blu-ray la 17 iunie 2008. Aproximativ 1.225.904 de unități DVD au fost vândute, obținându-se un venit de 20.502.574 de dolari, fără a se include vânzările de discuri Blu-ray. Acesta a fost prezentat pe ecran lat anamorfic, cu coloana sonoră digital surround 5.1 în limba engleză.

## Legături externe
- Site web oficial
- Fool's Gold la Internet Movie Database
- Fool's Gold la AllRovi
- Fool's Gold la Box Office Mojo
- Fool's Gold la Rotten Tomatoes
- Fool's Gold la Metacritic